# Alois Coufal
Alois Coufal (8. března 1922 – 1. června 1989) byl český a československý politik Československé strany lidové a poúnorový poslanec Národního shromáždění ČSSR, Sněmovny lidu Federálního shromáždění a České národní rady.

## Biografie
Narodil se v chudé rodině v obci Nasobůrky. Pracoval jako dělník a posléze družstevník v JZD Nasobůrky, kde se stal předsedou. Stal se stranickým funkcionářem Československé strany lidové, ve které působil i jako předseda Krajského výboru Severomoravského kraje.
Ve volbách roku 1960 byl zvolen za ČSL do Národního shromáždění ČSSR za Severomoravský kraj. Mandát obhájil ve volbách v roce 1964. V Národním shromáždění zasedal až do konce jeho funkčního období v roce 1968. K roku 1968 se uvádí profesně jako traktorista JZD z Litovle.
Po federalizaci Československa usedl roku 1969 do Sněmovny lidu Federálního shromáždění (volební obvod Litovel), kde setrval do konce funkčního období, tedy do voleb v roce 1971. Zároveň v letech 1969-1971 zasedal v České národní radě. Po roce 1971 se již v politice neangažoval a zemřel v Litovli.